# تظاهرات ۱۴ اسفند ۱۳۵۹
رویدادهای ۱۴ اسفند ۱۳۵۹ مجموعه اتفاق‌هایی بود که از سخنرانی ابوالحسن بنی‌صدر، رئیس‌جمهوری وقت ایران در دانشگاه تهران شروع شد. این سخنرانی که در سالگرد درگذشت محمد مصدق ایراد شد، باعث ایجاد جنجال‌های زیادی در فضای سیاسی ایران شد که به مدت سه روز به طول انجامید.

## زمینه تاریخی

### انتخابات ریاست جمهوری کناره گیری  حزب جمهوری اسلامی
اولین انتخابات ریاست جمهوری در ۵ بهمن ۱۳۵۸،  برگزار شد. حزب جمهوری اسلامی پس از اعلام تمایل خمینی به اینکه روحانیون در رأس کارهای اجرایی قرار نگیرند، جلال‌الدین فارسی را به عنوان کاندیدا معرفی کرد. ابوالحسن بنی‌صدر ، احمد مدنی ، داریوش فروهر، صادق قطب زاده و مسعود رجوی ، دیگر کاندیداها بودند.
اما در ادامه جلال الدین فارسی به دلیل افغانی الاصل بودن کناره گیری کرد . مسعود رجوی چون به قانون اساسی رأی نداده بود مجبور به کناره گیری شده و ابوالحسن بنی‌صدر به ریاست جمهوری رسید.

### اختلاف بین مجلس و رئیس‌جمهور بر سر نخست‌وزیر
با برگزاری نخستین دوره‌ی انتخابات مجلس در اسفند ۵۸، بیشترین کرسی‌های مجلس در اختیار حزب جمهوری اسلامی قرار گرفت. براساس قانون اساسی رئیس‌جمهور در مقابل نخست‌وزیر از قدرت اجرایی کمتری برخوردار بود و نخست‌وزیر باید توسط رئیس‌جمهور انتخاب و معرفی میشد و تأیید مجلس را میگرفت.  
مجلس شخصی که سید ابوالحسن بنی‌صدر برای نخست‌وزیری انتخاب کرده بود را نپذیرفت. در ۲۹ تیر ۱۳۵۹ طی یک سخنرانی، سید روح‌الله خمینی اعلام کرد که: «این اشخاصی که انقلابی نیستند باید در راس وزارتخانه‌ها نباشند و آقای بنی‌صدر باید امثال اینها را معرفی به مجلس نکند و اگر کرد، مجلس رد بکند و هیچ اعتنایی نکند.»
از سوی حزب جمهوری اسلامی جلال‌الدین فارسی ، غرضی، رجایی و میرسلیم پیشنهاد شدند. بنی‌صدر در مورد میرسلیم  نظر مساعد داشت اما مجلس به وی رأی تمایل نداد.
پس از آن، کمیته‌ای مشترک بین مجلس و دولت تشکیل شد و این هیئت ۳ نفر را به مجلس معرفی کرد. در ۱۸ مرداد، رجایی با ۱۵۳ رای موافق، ۲۴ مخالف و ۱۹ ممتنع نخست‌وزیر شد.
ولی اختلاف‌ها همچنان بر سر انتخاب بقیه‌ی وزرا ادامه داشت به طوریکه برخی از وزارتخانه‌ها مدت‌ها بدون وزیر ماندند. 
بنی‌صدر در مورد رجایی گفته بود : من گفتم ایشان خشک سر هستند یعنی آنچه را که صحیح می دانند راجع به آن حتی بحث را هم جایز نمی‌دانند و در نتیجه همکاری او با رئیس‌جمهور از آن هم مشکل‌تر است و آن عده که در مجلس بودند این ضعف او را تصدیق کردند.
بنی‌صدر تا پایان عمر معتقد بود که رجایی از طرف روح الله خمینی به او تحمیل شده است و او بخاطر جنگ و عدم تکرار مشکلی شبیه اختلاف  مصدق-کاشانی تمکین کرده است

### سخنرانی بنی‌صدر در مشهد، ۱۰ مرداد ۵۹
من باید به شما بگویم اگر من بخواهم به راه علی بروم و در برابر آن‌ها که می‌خواهند به نام مکتب این قدرت را به انحصار در آورند، باید با قاطعیت تمام بایستم.

### سخنان بنی‌صدر در مورد اقلیت منسجم
بنی‌صدر در سال ۵۹ در مراسم بزرگداشت ۱۷ شهریور در میدان شهدای تهران از یک گروه اقلیت انحصار طلب صحبت کرد و گفت: 
«یک نظریه‌ای وجود دارد که باید یک اقلیت منسجم در خطی حاکمیت کامل برقرار کند. این اقلیت برای استقرار حاکمیت خویش کوشیده است و می‌کوشد رهبری نهادهای انقلابی را به دست بگیرد. کوشیده است و می‌کوشد رادیو و تلویزیون و روزنامه را به دست بگیرد و نگذارد هیچ نشریه‌ای که مخالف باشد امکان حیات داشته باشد. می‌خواهد سپاه انقلاب، کمیته‌های انقلاب، انجمن اسلامی و هر گروه و حزب اسلامی را در قبضه بیاورد و از طریق حاکمیت برنامه‌ای را به اجرا بگذارد. این اقلیت می‌خواهد حکومت را قبضه کند و مخالفان حکومت را از راه همان روش‌هایی که گفتم منکوب کند و از سر راه بردارد و در نتیجه بدون مزاحم و مانعی برنامه خود را به اجرا بگذارد.»

## سخنرانی ۱۴ اسفند
سخنرانی‌ از ساعت ۱۵:۳۰ آغاز شد و به مدت سه ساعت طول کشید وی از مصدق نام می‌برد و می‌گوید :
مصدق مردی که امروز به خاطر بزرگداشت او شما مردم تهران در این اجتماع شکوهمند گردهم آمده‌اید، بیانگر و مجری راه و رسمی است به ترتیبی که خود در این باره می‌گوید «از مسلمانی و آداب آن برای برحق بودن اسلام نه برای میل این و آن پیروی کنیم و به لوازم آن از ترس خدا و معاد و نه مقتضیات دنیوی و سیاسی عمل نماییم …، من ایرانی و مسلمانم و علیه هر چه ایرانیت و اسلامیت را تهدید کند، تا زنده هستم مبارزه می‌نمایم. با این بیان، مصدق میان استقلال و آزادی میان ایرانیت و اسلامیت رابطه‌ای می‌بیند و این دو را مستقل از یکدیگر نمی‌خواهد …، آنچه اصل و اساس است از دید مصدق، ایرانیت در همان حد استقلال و آزادی بیرون از اسلامیت به معنای طرز فکر و روش و دینی که به ملت امکان می‌دهد با وحدت در پایه و با تکیه بر خود از هر بیگانه بی نیاز باشد.»

«در اینجا گرد هم نیامده ایم تا از مصدق بتی سازیم که او خود بنابر برنامه‌ای که نوشت از بت سازی بیزاری جست…، در این روز مایلم به این امر تأکید مجدد بکنم از نظر من خط عمومی که مصدق بر ضد انقلاب عمل کردن بیرون از فلسفه زندگی است و کسانی که چنین گفتند آن‌ها هستند که می‌خواهند از نام مصدق برای پیشبرد مقاصد خود استفاده کنند.»
با توجه به حمله مخالف و تلاش برای برهم زدن سخنرانی بنی صدر و مراسم او خطاب به حاضران چنین می گوید : عده‌ای برای اخلال اینجا آمده‌اند، اگر دست از اخلال برندارند من از شما مردم خواهم خواست چماق به دستانی را که می‌خواهند جمهوری را به لجن بکشند، تنبیه کنید.»

## فضای حاکم بر سخنرانی
بنا نوشته کتاب غائله '۱۴ اسفند' منتشر از سوی دادگستری جمهوری اسلامی در سال ۱۳۶۴:
 گروه عظیمی از حزب‌الله از صبح روز ۱۴ اسفند در دانشگاه فعالانه حضور داشتند. مأمورین کمیته‌ها، بخصوص از کمیته منطقه ۱۱ و کمیته ولی‌عصر و کمیته مستقر در خیابان انقلاب جنب دانشگاه و چند کمیته دیگر در سطح دانشگاه، آن روز علیه بنی‌صدر فعالانه در تکاپو بودند. تعدادی از پاسداران نیز که آن روز در دانشگاه کلاس داشتند به این جمع پیوستند. حتی جهت یاری به پاسداران، یک مینی‌بوس پاسدار نیز از کمیته قزوین اعزام گردیده بود. علاوه بر اینها گروهی از مأمورین… شهربانی وابسته به امور اجتماعی و اداره ارشاد و بازرسی عملاً جانب حزب‌الله را داشتند
حامیان بنی‌صدر با تصاویر محمد مصدق و آیت‌الله شریعتمداری و آیت‌الله طالقانی و مخالفان بنی‌صدر با تصاویر روح‌الله خمینی و پلاکاردهای با تصویر مصدق در حال بوسیدن دست ملکه ثریا به محل سخنرانی آمده بودند. عزت‌الله سحابی این جمعیت را به عمل خلاف قانون حمل پلاکارد متهم می‌کند، چرا که از قبل اعلام شده بود، هیچ‌کس حق آوردن پلاکارد با خود را ندارد. وی این کار مخالفان را نشانه آمادگی و تدارک فراوان آنان دانست. همچنین پیش از سخنرانی رئیس‌جمهور، سخنرانی آرشیوی از آیت‌الله طالقانی و محمد مصدق را پخش کردند. 

## شروع سخنرانی
ساعت ۱۵:۴۰ دقیقه بنی‌صدر در جایگاه قرار می‌گیرد و سخنرانی را آغاز می‌کند.  در این روز مخالفان رئیس‌جمهور که به صورت برنامه ریزی قصد برهم زدن مراسم را داشتند، جهت وقفه در سخنرانی بلندگو را قطع می‌کنند و بنی‌صدر هم به علت تجهیز نبودن پلیس از مردم می‌خواهد عاملان را بیرون کند. پس از آن نیز حامیان بنی‌صدر شروع به اهانت به دکتر بهشتی کردند و شعارهایی ضد حزب جمهوری اسلامی دادند. 

## جمعه ۱۵ اسفند
- علی خامنه‌ای امام جمعه تهران در سخنرانی نسبت به اتفاقات ۱۴ اسفند اعلام کرد:

گروهک‌های ضداسلام از طرفی گروهک‌های ضد خط امام، سیاستمداران منزوی شده از چشم مردم افتاده. این عناصر پلید و خبیث با یکدیگر یک واحد و یک طیف را به وجود آوردند. دیروز حادثه همین بود که گفتم
- فردای آنروز روزنامه‌های مخالف بنی‌صدر همچون روزنامه جمهوری اسلامی، حامیان بنی‌صدر را به حرمت شکنی و زدن سوت و کف در ایام عزاداری حسینی و پاره کردن عکس روح‌الله خمینی متهم می‌کردند و در آنروز یک راهپیمایی برپا کردند.
- گروهی که به دستگیری معترضان سخنرانی روز گذشته دانشگاه تهران اعتراض داشتند، دست به تحصن در دانشگاه زدند و پس از آن درحالی‌که شعار می‌دادند دست به راهپیمایی زدند.[۱۳]

## شنبه ۱۶ اسفند
- ساعت ۱۰ صبح روحانیون و طلاب و جمعی از اهالی قم بعد از پایان درس حوزه علمیه در مسجد اعظم دست به راهپیمایی زدند و ضمن حمایت از متحصنین در دانشگاه تهران، حوادث روز پنج شنبه را محکوم کردند. [نیازمند منبع]
- ساعت ۹:۳۰ صبح، پس از درس حوزه علمیه گروه‌های از طلاب در حالی که راهپیمایی می‌کردند، به طرف منزل آیت‌الله گلپایگانی حرکت نمودند. [نیازمند منبع]

## یکشنبه ۱۷ اسفند
- بازارهای قم و کاشان و تهران برای اعتراض به بنی‌صدر بسته شدند.[نیازمند منبع]

## هیئت رسیدگی به رویدادهای ۱۴ اسفند
روح‌الله خمینی رهبر وقت ایران هیئت سه نفره متشکل از نماینده خودش (مهدوی کنی)، نماینده بهشتی، علی خامنه‌ای، اکبر هاشمی رفسنجانی، رجایی و محمد یزدی و بنی‌صدر هم شهاب‌الدین اشراقی (داماد سید روح الله خمینی که جزو طرفداران بنی‌صدر بود) را به نمایندگی تعیین کرد. سپس در تاریخ ۱۲ خرداد ۱۳۶۰ قانون‌شکنی بنی‌صدر را علت اتفاقات ۱۴ اسفند دانست. پس از آن بنی‌صدر رأی آن هیئت را رد می‌کند. روح‌الله خمینی نیز در سخنرانی در تاریخ ۶ خرداد ۱۳۶۰ می‌گوید:
قانون معین شده‌است. نمی‌شود از شما پذیرفت که ما قانون را قبول نداریم. غلط می‌کنی قانون را قبول نداری، قانون تو را قبول ندارد.

## شعارهای روز ۱۴ اسفند
- چوب، چماق، شکنجه دیگر اثر ندارد
- حزب چماق بدستان در پیشگاه ملت، افشا باید گردد
- زندانی سیاسی، آزاد باید گردد
- مسلمان به پا خیز، حزب شده رستاخیز
- نصر من الله و فتح قریب، مرگ بر این حزب مردم فریب
- چماقدار، چماقدار مرگت فرا رسیده
- کیش، کیش، چماقدار
- مرگ بر بهشتی
- سردسته چماقداران بهشتی
- بنی‌صدر، بنی‌صدر حکم جهادم بده
- ما پیرو قرآنیم، ما حزب (جمهوری اسلامی) نمی‌خواهیم
- طالقانی رو کی کشته؟ بهشتی چشم درشته